# Piskaborn
Piskaborn is een plaats en voormalige gemeente in de Duitse deelstaat Saksen-Anhalt, en maakt deel uit van de Landkreis Mansfeld-Südharz.
Piskaborn telt 300 inwoners.